# Turneul celor Patru Trambuline
Turneul celor Patru Trambuline este o competiție de sărituri cu schiurile ce se desfășoară în Germania și Austria ce cuprinde patru etape din cadrul Cupei Mondiale de sărituri cu schiurile.
Campionul Turneului celor Patru Trambuline este cel care obține cele mai multe puncte în cele 4 concursuri. Cele patru concursuri individuale sunt parte a Cupei Mondiale de Sărituri cu schiurile, iar atribuirea punctelor se face în exact același mod ca în toate celelalte evenimente ale Cupei Mondiale.

## Trambuline
| Imagine | Place                            | Nume                      | Punctul K | Lungimea | Record                                    |
| ------- | -------------------------------- | ------------------------- | --------- | -------- | ----------------------------------------- |
|         | Oberstdorf, Germania             | Schattenbergschanze       | K-120     | HS 137   | 143,5 m (2003) Sigurd Pettersen, Norvegia |
|         | Garmisch-Partenkirchen, Germania | Große Olympiaschanze      | K-125     | HS 140   | 145,0 m (2025) Michael Hayböck, Austria   |
|         | Innsbruck, Austria               | Bergiselschanze           | K-120     | HS 130   | 12300,0 m (2015) Michael Hayböck, Austria |
|         | Bischofshofen, Austria           | Paul-Außerleitner-Schanze | K-125     | HS 140   | 145,0 m (2019) Dawid Kubacki, Polonia     |

## Sistemul eliminatoriu
Una dintre particularitățile turneului este sistemul său de calificare. Spre deosebire de alte evenimente de sărituri cu schiurile în care cei mai buni 30 de concurenți din prima rundă de calificare se califica pentru a doua rundă, toate evenimentele Turneului urmează un sistem eliminatoriu, introdus pentru prima dată în sezonul 1996-1997.
Cei 50 de concurenți sunt împărțiți în 25 de perechi. Toți cei 25 de câștigători ai acestor dueluri, plus cei mai buni cinci învinși, se califica pentru a doua rundă. Teoretic, este posibil ca un concurent care termină în prima rundă pe locul al 12-lea să nu se califice pentru a doua rundă (în cazul în care pierde duelul său, cinci învinși norocoși și câștigătorii duelurilor lor au rezultate mai bune), în timp ce săritorul cu rezultatul al 49-lea se poate califica (dacă "rivalul" lui are cel mai slab rezultat). Pe de altă parte, este puțin probabil ca săritorii să fie dezavantajați de o eventuală modificare semnificativă a condițiilor meteorologice între începutul și sfârșitul primei serii. O schimbare a direcției și a vitezei vântului poate face imposibil pentru cei mai buni săritori să aibă un rezultat bun. În cazul unor condiții semnificativ mai rele în a doua jumătate a primei serii, există posibilitatea ca majoritatea celor mai buni săritori să fie eliminați. Asocierea directă a concurenților reduce impactul acestor condiții. În acest format al competiției seriile de calificare sunt apreciate la fel de bine, deoarece săritorii cu un rezultat mai bun de calificare vor avea posibilitatea de a concura împotriva unor săritori cu un rezultat mai slab. Prin urmare, nu este de ajuns pentru un săritor să fie în primii 50 în calificări (cu orice rezultat), dar este mai bine pentru el să obțină un rezultat cât mai bun posibil.
Primul săritor din concurs este cel care s-a calificat al 26-lea, urmat de perechea sa, care s-a calificat al 25-lea. Următoarea pereche e formată din cei care s-au calificat al 27-lea și al 24-lea, apoi cea formată din cei care s-au calificat al 28-lea și al 23-lea etc. Ultima pereche are ultimul săritor calificat împotriva primului săritor. Cu toate acestea, celor din primii 10 din Cupa Mondiale primesc un loc sigur în competiție și există posibilitatea să nu participe la calificări. Acest lucru ar putea însemna să existe câteva perechi puternice în partea finală a primei runde. 
Dacă calificarea este amânată până în ziua de concurs, sistemul eliminatoriu nu este utilizat și concursul urmează regulile obișnuite ale Cupei Mondiale. Din acest motiv în sezonul 2007-2008 sistemul eliminatoriu a fost folosit doar la Oberstdorf.

## Lista câștigătorilor
| * | A câștigat toate cele patru concursuri în același sezon |

| An      | Oberstdorf               | Garmisch- Partenkirchen  | Innsbruck                    | Bischofshofen         | Victorie per total           |
| ------- | ------------------------ | ------------------------ | ---------------------------- | --------------------- | ---------------------------- |
| 1952–53 | Erling Kroken            | Asgeir Dølplads          | Sepp Bradl                   | Halvor Næs            | Sepp Bradl                   |
| 1953–54 | Olav Bjørnstad           | Olav Bjørnstad           | Olav Bjørnstad               | Sepp Bradl            | Olav Bjørnstad               |
| 1954–55 | Aulis Kallakorpi         | Aulis Kallakorpi         | Torbjørn Ruste               | Torbjørn Ruste        | Hemmo Silvennoinen           |
| 1955–56 | Eino Kirjonen            | Hemmo Silvennoinen       | Koba Zakadze                 | Yuri Skorzov          | Nikolay Kamenskiy            |
| 1956–57 | Pentti Uotinen           | Nikolay Kamenskiy        | Nikolai Schamov              | Eino Kirjonen         | Pentti Uotinen               |
| 1957–58 | Nikolai Kamenski         | Willi Egger              | Helmut Recknagel             | Helmut Recknagel      | Helmut Recknagel             |
| 1958–59 | Helmut Recknagel         | Helmut Recknagel         | Helmut Recknagel             | Walter Habersatter    | Helmut Recknagel             |
| 1959–60 | Max Bolkart              | Max Bolkart              | Max Bolkart                  | Albin Plank           | Max Bolkart                  |
| 1960–61 | Juhani Kärkinen          | Koba Zakadze             | Kalevi Kärkinen              | Helmut Recknagel      | Helmut Recknagel             |
| 1961–62 | Eino Kirjonen            | Georg Thoma              | Willi Egger                  | Willi Egger           | Eino Kirjonen                |
| 1962–63 | Toralf Engan             | Toralf Engan             | Toralf Engan                 | Torbjørn Yggeseth     | Toralf Engan                 |
| 1963–64 | Torbjørn Yggeseth        | Veikko Kankkonen         | Veikko Kankkonen             | Baldur Preiml         | Veikko Kankkonen             |
| 1964–65 | Torgeir Brandtzæg        | Erkki Pukka              | Torgeir Brandtzæg            | Bjørn Wirkola         | Torgeir Brandtzæg            |
| 1965–66 | Veikko Kankkonen         | Paavo Lukkariniemi       | Dieter Neuendorf             | Veikko Kankkonen      | Veikko Kankkonen             |
| 1966–67 | Dieter Neuendorf         | Bjørn Wirkola            | Bjørn Wirkola                | Bjørn Wirkola         | Bjørn Wirkola                |
| 1967–68 | Dieter Neuendorf         | Bjørn Wirkola            | Gariy Napalkov               | Jiří Raška            | Bjørn Wirkola                |
| 1968–69 | Bjørn Wirkola            | Bjørn Wirkola            | Bjørn Wirkola                | Jiří Raška            | Bjørn Wirkola                |
| 1969–70 | Gariy Napalkov           | Jiří Raška               | Bjørn Wirkola                | Jiří Raška            | Horst Queck                  |
| 1970–71 | Ingolf Mork              | Ingolf Mork              | Zbyněk Hubač                 | Ingolf Mork           | Jiří Raška                   |
| 1971–72 | Yukio Kasaya             | Yukio Kasaya             | Yukio Kasaya                 | Bjørn Wirkola         | Ingolf Mork                  |
| 1972–73 | Rainer Schmidt           | Rainer Schmidt           | Sergei Botschkov             | Rudolf Höhnl          | Rainer Schmidt               |
| 1973–74 | Hans-Georg Aschenbach    | Walter Steiner           | Hans-Georg Aschenbach        | Bernd Eckstein        | Hans-Georg Aschenbach        |
| 1974–75 | Willi Pürstl             | Karl Schnabl             | Karl Schnabl                 | Karl Schnabl          | Willi Pürstl                 |
| 1975–76 | Toni Innauer             | Toni Innauer             | Jochen Danneberg             | Toni Innauer          | Jochen Danneberg             |
| 1976–77 | Toni Innauer             | Jochen Danneberg         | Henry Glaß                   | Walter Steiner        | Jochen Danneberg             |
| 1977–78 | Matthias Buse            | Jochen Danneberg         | Per Bergerud                 | Kari Ylianttila       | Kari Ylianttila              |
| 1978–79 | Yuri Ivanov              | Josef Samek              | Pentti Kokkonen              | Pentti Kokkonen       | Pentti Kokkonen              |
| 1979–80 | Jochen Danneberg         | Hubert Neuper            | Hubert Neuper                | Martin Weber          | Hubert Neuper                |
| 1980–81 | Hubert Neuper            | Horst Bulau              | Jari Puikkonen               | Armin Kogler          | Hubert Neuper                |
| 1981–82 | Matti Nykänen            | Roger Ruud               | Manfred Deckert Per Bergerud | Hubert Neuper         | Manfred Deckert              |
| 1982–83 | Horst Bulau              | Armin Kogler             | Matti Nykänen                | Jens Weißflog         | Matti Nykänen                |
| 1983–84 | Klaus Ostwald            | Jens Weißflog            | Jens Weißflog                | Jens Weißflog         | Jens Weißflog                |
| 1984–85 | Ernst Vettori            | Jens Weißflog            | Matti Nykänen                | Hroar Stjernen        | Jens Weißflog                |
| 1985–86 | Pekka Suorsa             | Pavel Ploc               | Jari Puikkonen               | Ernst Vettori         | Ernst Vettori                |
| 1986–87 | Vegard Opaas             | Andreas Bauer            | Primož Ulaga                 | Tuomo Ylipulli        | Ernst Vettori                |
| 1987–88 | Pavel Ploc               | Matti Nykänen            | Matti Nykänen                | Matti Nykänen         | Matti Nykänen                |
| 1988–89 | Dieter Thoma             | Matti Nykänen            | Jan Boklöv                   | Mike Holland          | Risto Laakkonen              |
| 1989–90 | Dieter Thoma             | Jens Weißflog            | Ari-Pekka Nikkola            | František Jež         | Dieter Thoma                 |
| 1990–91 | Jens Weißflog            | Jens Weißflog            | Ari-Pekka Nikkola            | Andreas Felder        | Jens Weißflog                |
| 1991–92 | Toni Nieminen            | Andreas Felder           | Toni Nieminen                | Toni Nieminen         | Toni Nieminen                |
| 1992–93 | Christof Duffner         | Noriaki Kasai            | Andreas Goldberger           | Andreas Goldberger    | Andreas Goldberger           |
| 1993–94 | Jens Weißflog            | Espen Bredesen           | Andreas Goldberger           | Espen Bredesen        | Espen Bredesen               |
| 1994–95 | Reinhard Schwarzenberger | Janne Ahonen             | Kazuyoshi Funaki             | Andreas Goldberger    | Andreas Goldberger           |
| 1995–96 | Mika Laitinen            | Reinhard Schwarzenberger | Andreas Goldberger           | Jens Weißflog         | Jens Weißflog                |
| 1996–97 | Dieter Thoma             | Primož Peterka           | Kazuyoshi Funaki             | Dieter Thoma          | Primož Peterka               |
| 1997–98 | Kazuyoshi Funaki         | Kazuyoshi Funaki         | Kazuyoshi Funaki             | Sven Hannawald        | Kazuyoshi Funaki             |
| 1998–99 | Martin Schmitt           | Martin Schmitt           | Noriaki Kasai                | Andreas Widhölzl      | Janne Ahonen                 |
| 1999–00 | Martin Schmitt           | Andreas Widhölzl         | Andreas Widhölzl             | Andreas Widhölzl      | Andreas Widhölzl             |
| 2000–01 | Martin Schmitt           | Noriaki Kasai            | Adam Małysz                  | Adam Małysz           | Adam Małysz                  |
| 2001–02 | Sven Hannawald           | Sven Hannawald           | Sven Hannawald               | Sven Hannawald        | Sven Hannawald *             |
| 2002–03 | Sven Hannawald           | Primož Peterka           | Janne Ahonen                 | Bjørn Einar Romøren   | Janne Ahonen (2)             |
| 2003–04 | Sigurd Pettersen         | Sigurd Pettersen         | Peter Žonta                  | Sigurd Pettersen      | Sigurd Pettersen             |
| 2004–05 | Janne Ahonen             | Janne Ahonen             | Janne Ahonen                 | Martin Höllwarth      | Janne Ahonen (3)             |
| 2005–06 | Janne Ahonen             | Jakub Janda              | Lars Bystøl                  | Janne Ahonen          | Janne Ahonen (4) Jakub Janda |
| 2006–07 | Gregor Schlierenzauer    | Andreas Küttel           | Anders Jacobsen              | Gregor Schlierenzauer | Anders Jacobsen              |
| 2007–08 | Thomas Morgenstern       | Gregor Schlierenzauer    | Janne Ahonen                 | Janne Ahonen          | Janne Ahonen (5)             |
| 2008–09 | Simon Ammann             | Wolfgang Loitzl          | Wolfgang Loitzl              | Wolfgang Loitzl       | Wolfgang Loitzl              |
| 2009–10 | Andreas Kofler           | Gregor Schlierenzauer    | Gregor Schlierenzauer        | Thomas Morgenstern    | Andreas Kofler               |
| 2010–11 | Thomas Morgenstern       | Simon Ammann             | Thomas Morgenstern           | Tom Hilde             | Thomas Morgenstern           |
| 2011–12 | Gregor Schlierenzauer    | Gregor Schlierenzauer    | Andreas Kofler               | Thomas Morgenstern    | Gregor Schlierenzauer        |
| 2012–13 | Anders Jacobsen          | Anders Jacobsen          | Gregor Schlierenzauer        | Gregor Schlierenzauer | Gregor Schlierenzauer (2)    |
| 2013–14 | Simon Ammann             | Thomas Diethart          | Anssi Koivuranta             | Thomas Diethart       | Thomas Diethart              |
| 2014–15 | Stefan Kraft             | Anders Jacobsen          | Richard Freitag              | Michael Hayboeck      | Stefan Kraft                 |
| 2015–16 | Severin Freund           | Peter Prevc              | Peter Prevc                  | Peter Prevc           | Peter Prevc                  |
| 2016–17 | Stefan Kraft             | Daniel-André Tande       | Daniel-André Tande           | Kamil Stoch           | Kamil Stoch                  |
| 2017–18 | Kamil Stoch              | Kamil Stoch              | Kamil Stoch                  | Kamil Stoch           | Kamil Stoch * (2)            |
| 2018–19 | Ryoyu Kobayashi          | Ryoyu Kobayashi          | Ryoyu Kobayashi              | Ryoyu Kobayashi       | Ryoyu Kobayashi *            |
| 2019–20 | Ryoyu Kobayashi          | Marius Lindvik           | Marius Lindvik               | Dawid Kubacki         | Dawid Kubacki                |
| 2020–21 | Karl Geiger              | Dawid Kubacki            | Kamil Stoch                  | Kamil Stoch           | Kamil Stoch (3)              |
| 2021–22 | Ryoyu Kobayashi          | Ryoyu Kobayashi          | Ryoyu Kobayashi              | Daniel Huber          | Ryoyu Kobayashi (2)          |
| 2022–23 | Halvor Egner Granerud    | Halvor Egner Granerud    | Dawid Kubacki                | Halvor Egner Granerud | Halvor Egner Granerud        |
| 2023–24 | Andreas Wellinger        | Anže Lanišek             | Jan Hörl                     | Stefan Kraft          | Ryōyū Kobayashi (3)          |
| 2024–25 | Stefan Kraft             | Daniel Tschofenig        | Stefan Kraft                 | Daniel Tschofenig     | Daniel Tschofenig            |

## Recorduri
Janne Ahonen este singurul săritor de schi care a câștigat turneul de cinci ori, cu victorii în 1998-1999, 2002-03, 2004-05, 2005-06 și 2007-08. Jens Weißflog a fost primul săritor de schi care a ajuns la patru victorii, câștigând turneele din 1984, 1985, 1991 și 1996. Helmut Recknagel și Bjørn Wirkola au câștigat trei titluri fiecare. Victoriile lui Wirkola a venit în trei ani consecutivi (1967-1969), un record încă neegalat.
Cea de a patra victorie a lui Janne Ahonen din 2005-06 a fost prima în care victoria împărțită, cu Jakub Janda, care a câștigat primul său titlu la acest turneu.
Jens Weißflog și Bjørn Wirkola au câștigat fiecare zece concursuri la Turneul celor Patru Trambuline. Janne Ahonen si Gregor Schlierenzauer sunt următorii cu 9 victorii, iar Matti Nykänen are șapte. 
În 2000-01, la a 49-a ediție a turneului, Adam Małysz l-a învins pe al doilea clasat, Janne Ahonen, 104,4 puncte. Aceasta este cea mai mare diferență de câștig din istoria turneului. El a câștigat, de asemenea, toate cele patru calificări în acel an. În anul următor,  Sven Hannawald a devenit primul care a câștigat toate cele patru concursuri într-un singur sezon, record ce a rezistat 16 ani, până la ediția cu numărul 66 din sezonul 2017-18 când polonezul Kamil Stoch a reușit și el să câștige toate cele 4 etape ale turneului, după care chiar în sezonul următor aceeași performanță a reușit-o și japonezul Ryoyu Kobayashi.
Germania are cele mai multe victorii, șaisprezece (dintre care unsprezece au fost înainte de 1989). Urmează Finlanda cu 15 victorii, apoi Austria cu 14 victorii și Norvegia cu 10 victorii. Cehoslovacia și unul dintre succesorii săi, Cehia au cu două victorii; următoarele țări au toate o singură victorie: Japonia, Slovenia, Polonia și URSS.